# Fosforany

Grupa fosforanowa

Fosforany (nazwa systematyczna: tetraoksydofosforany(3−); w systemie Stocka: ortofosforany(V)) – związki chemiczne, pochodne kwasu fosforowego. Nazwa obejmuje zarówno sole, jak i estry kwasu fosforowego. W ogólniejszym ujęciu nazwa "fosforany" może dotyczyć także pochodnych innych kwasów fosforowych, m.in. metafosforanów i pirofosforanów.
W zależności od stopnia podstawienia kwasu fosforowego (H
3PO
4) wyróżnia się trzy szeregi fosforanów:
- pierwszorzędowe (XH2PO4)
- drugorzędowe (X2HPO4)
- trzeciorzędowe (X3PO4)

gdzie X – metal jednowartościowy lub reszta organiczna.
Rozpuszczalność fosforanów w wodzie spada wraz z ich rzędowością. Prawie wszystkie sole pierwszorzędowe są dobrze rozpuszczalne, z drugorzędowych i trzeciorzędowych rozpuszczalne są tylko sole metali alkalicznych (poza litem) i amonu.
Estry kwasu fosforowego odgrywają ogromną rolę w procesach życiowych. Spotykane są m.in. w kwasach nukleinowych (w których tworzą szkielet cukrowo-fosforanowy) i nukleotydach. Trifosforan adenozyny (ATP) jest podstawowym źródłem energii reakcji chemicznych w organizmach.
Pochodnymi fosforanów są m.in. tiofosforany, gdzie w cząsteczce kwasu fosforowego co najmniej jeden atom tlenu zostaje zastąpiony atomem siarki.